# Le Petit-Celland
Le Petit-Celland település Franciaországban, Manche megyében. Lakosainak száma 175 fő (2022. január 1.). Le Petit-Celland Vernix, Brécey, Le Grand-Celland, Saint-Ovin és Tirepied-sur-Sée községekkel határos.

## Népesség
A település népességének változása:
| Lakosok száma | 244  | 194  | 153  | 176  | 204  | 210  | 189  | 178  | 176  | 175  |
|               | 1968 | 1982 | 1990 | 2006 | 2013 | 2015 | 2017 | 2019 | 2020 | 2022 |